# Mika Vähämäki

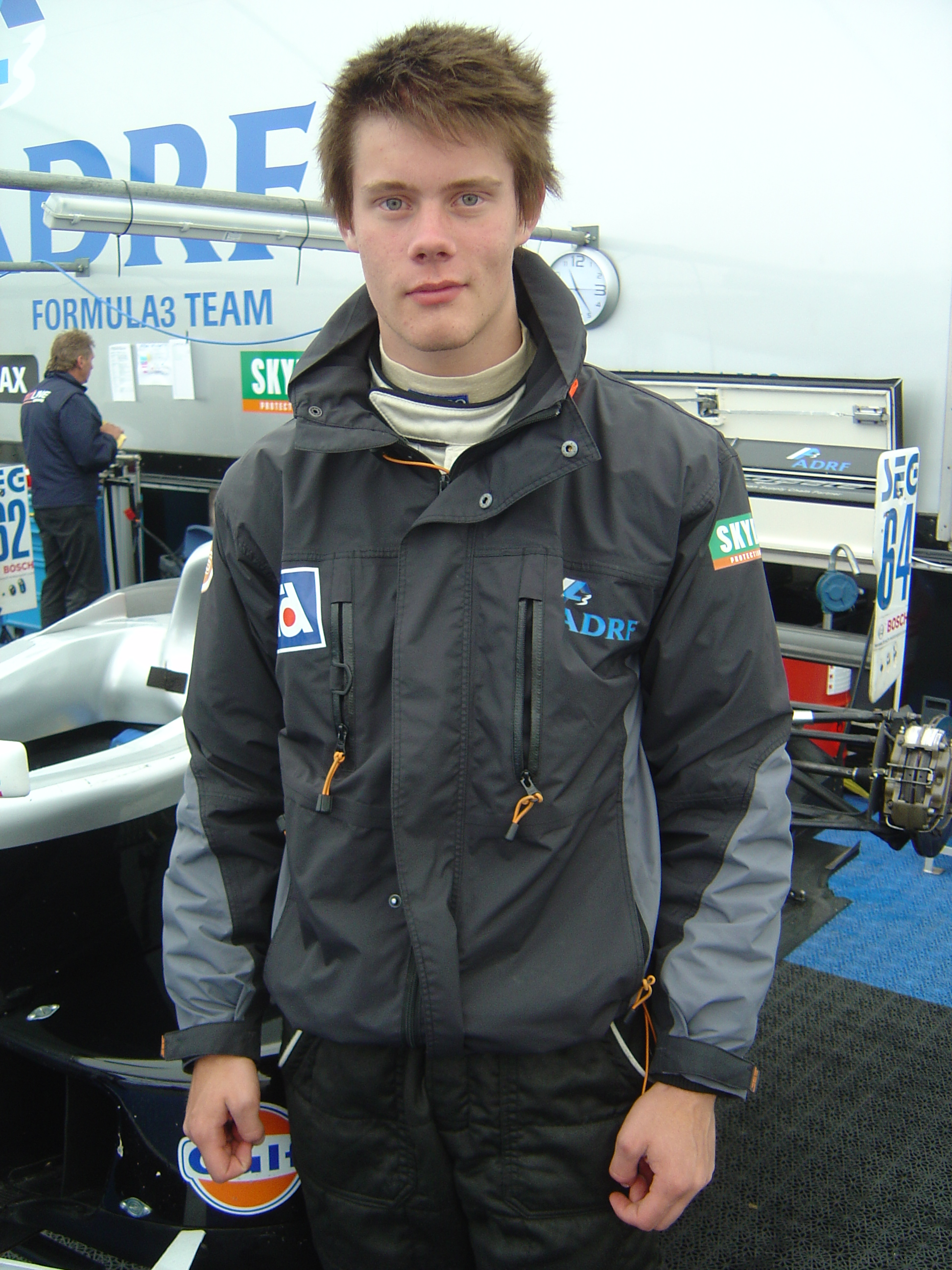
Mika Vähämäki während des ADAC-GT-Masters-Rennwochenendes in Hockenheim 2009

Mika Vähämäki (* 7. Oktober 1989) ist ein ehemaliger finnischer Automobilrennfahrer und Model.

## Karriere als Rennfahrer
Mika Vähämäki fing seine Motorsportlaufbahn im Kartsport an und fuhr dort 2003 und 2004.
Danach wechselte er in den Formelsport und startete von 2005 bis 2007 in den drei Rennserien Formel Ford Malja, Formel Ford NEZ und in der Zetec-Wertung der Formel Ford Schweden. In allen drei Formel-Serien gewann er 2007 die Meisterschaft.
In der Saison 2008 stieg er in die Formel 3 auf und startete in der Finnischen Formel-3-Meisterschaft, in der er Meister wurde. Parallel fuhr er in der Formel 3 NEZ und beendete die Meisterschaft mit dem dritten Rang. Ein Jahr später trat er im ATS Formel-3-Cup an. Dort wurde er Vizemeister in der Trophy-Wertung.
2011 ging er für das Team Rhino’s Leipert Motorsport mit einem Lamborghini Gallardo LP600+ in vier Rennen der ADAC GT Masters an den Start. Parallel dazu fuhr er mit dem Team auch in einigen Rennen der Blancpain Endurance Series.
In der Saison 2012 startete er zusammen mit Max Nilsson in einem Mercedes-Benz SLS AMG GT3 des Heico Gravity-Charouz Team in der FIA-GT3-Europameisterschaft. Die Meisterschaft beendeten beide mit dem sechsten Platz.
Sein einziges 24-Stunden-Rennen bestritt er 2012 mit Rhino’s Leipert Motorsport beim 24-Stunden-Rennen von Dubai. Das Rennen beendete er als Neunter in der A6-GT-Wertung.
2007, 2014 und 2017 trat er im finnischen BMW Xtreme Cup an. 2014 fuhr er dort eine komplette Saison und beendete diese mit dem neunten Patz in der Gesamtwertung.
Seine letzten Rennen bestritt er 2020 in den Simracing-Rennserien Porsche Esports Sprint Challenge und im Porsche Esports Supercup.

## Karriere als Model
Mika Vähämäki betreibt Fitness-Sport und arbeitet auch als Model im Fitness-Bereich.